# 暗号研究者の一覧
暗号研究者の一覧（あんごうけんきゅうしゃのいちらん）は、暗号・暗号学・暗号理論などの研究者の一覧である。高度な専門分野となった近年はともかく、古くは政治家や他分野の専門家として著名な者もいる。

## 古典暗号時代
- ポリュビオス（Polybius、前201年 - 120年頃） - ポリュビオス暗号。

- ガイウス・ユリウス・カエサル（ラGaius Iulius Caesar、英Julius Caesar、前100年7月13日 - 44年3月15日） - シーザー暗号。

- カルカシャンディ（Qalqashandi、1355年 - 1418年） -

- レオーネ・バッティスタ・アルベルティ（en:Leone Battista Alberti、1404年 - 1472年） - 多アルファベット換字式暗号。アルベルティの円盤を発明。

- ヨハネス・トリテミウス（en:Johannes Trithemius、1462年2月1日 - 1516年12月13日） - トリテミスの多表式暗号（Tabula recta）を考案。

- ジェロラモ・カルダーノ（en:Gerolamo Cardano、1501年9月24日 - 1576年9月21日） - イタリアの数学者。グリル暗号を考案。

- ブレーズ・ド・ヴィジュネル（en:Blaise de Vigenere、1523年4月5日 - 1596年） - ヴィジュネル暗号と呼ばれる多表式換字暗号を考案した。250年間、解読法は公開されず、解読不能かと思われていた。

- ジョバンニ・バッティスタ・デラ・ポルタ（en:Giovanni Battista Della Porta、1535年 - 1615年） - イタリアの博学者。ダイグラフィック暗号（Digraphic cipher）を考案。

- アントワーヌ・ロシニュル（en:Antoine Rossignol、1600年 - 1682年） - フランスの暗号作成・解読の専門家。敵国の暗号文を数多く解読し、フランスでは"ロシニュル"という言葉で万能鍵を意味するようになった。大暗号と呼ばれるノーメンクラタを考案し、ルイ14世の王室で使用された。暗号の父とも呼ばれる。

- トーマス・ジェファーソン（en:Thomas Jefferson、1743年4月13日 - 1826年7月4日） - 米大統領。ジェファーソンの輪と呼ばれるホィール暗号の考案している。

- チャールズ・バベッジ（en:Charles Babbage、1791年12月26日 - 1871年10月18日） - 英国の数学者。ヴィジュネル暗号を解読。

- チャールズ・ホイートストン（en:Charles Wheatstone、1802年2月6日 - 1875年10月19日） - イギリスの物理学者。プレイフェア暗号を考案。円盤式暗号も考案している。

- フリードリヒ・Ｗ・カシスキ（en:Friedrich Wilhelm Kasiski、1805年11月29日 - 1881年5月22日） - プロイセンの暗号研究者。1863年に95ページからなる暗号の書籍を出版し、ヴィジュネル暗号などの多表式換字暗号の解読法を公開した。この解読法はカシスキテストとして呼ばれる。

- エードゥアルト・フライスナー・フォン・ヴォストローヴィッツ（en:Eduard Fleissner von Wostrowitz、1825年 - 1888年） - 回転式グリル暗号を考案。1881年に出版した書籍にて発表。

- アウグスト・ケルクホフス（en:Auguste Kerckhoffs、1835年1月19日 - 1903年8月9日） - ケルクホフスの原理（Kerckhoffs' principle）で知られる。

- エチエンヌ・バズリ（en:Etienne Bazeries、1846年8月21日 - 1931年11月7日） - フランス軍の暗号解読者。M-94の原形となったバゼリーシリンダを考案。これはジェファーソンの輪の改良したものだった。

- ナイジェル・デ・グレイ（en:Nigel de Grey、1886年3月27日 - 1951年3月25日） - 英国の暗号解読者。Room 40 に勤務。ツィンメルマン電報を解読。

- ウィリアム・モンゴメリ（en:William Montgomery、） - Room 40 に勤務した暗号解読者の一人。ツィンメルマン電報の解読にも参加した。

- フリッツ・ナベル（Fritz Nebel） - ADFGX暗号を考案。

- ジョルジュ・パンヴァン（Georges Painvin） - ADFGX暗号、ADFGVX暗号を解読。

## 近代暗号時代

### 機械式暗号の開発者
- エドワード・ヒュー・ヒーバン（en:Edward Hugh Hebern、1869年4月23日 - 1952年2月10日） - 最初のロータ暗号機（へバーン暗号機）の開発。

- フーゴ・アレクサンダー・コッホ（en:Hugo Alexander Koch、1869年頃 - 1928年） -

- アルトゥール・シェルビウス（en:Arthur Scherbius、1878年10月20日 - 1929年5月13日） - ドイツの電気技術者。エニグマの開発

- アルヴィド・ゲルハルド・ダム（en:Arvid Gerhard Damm、????年 - 1927年） - ヘゲリン暗号機の原形

- ギルバート・ヴァーナム（en:Gilbert Sandford Vernam、1890年 - 1960年） - バーナム暗号の発明者。

- ボリス・ツェーザル・ヴィルヘルム・ハゲリン（en:Boris Caesar Wilhelm Hagelin、1892年7月2日 - 1983年9月7日） - ダムの暗号機を改良。商業的成功。M-209。戦後連合国の援助の元、スイスに暗号機会社を設立。

- (en:Joseph O Mauborgne,) - OTPの発明者の一人。

- アレキサンダー・フォン・クリハ（Alexander von Kryha） - クリハ暗号。

### 暗号解読者
- アグネス・マイヤー・ドリスコール夫人（en:Agnes Meyer Driscoll、1889年 - 1971年） - アメリカの暗号解読者。エニグマや日本軍の暗号を沢山解読した。

- ハーバート・Ｏ・ヤードリー（en:Herbert Osborne Yardley、1889年4月13日 - 1958年8月7日） - アメリカの暗号学者。MI-8の設立者。『ブラック・チェンバー』を出版。

- ローレンス・F・サフォード米海軍中佐（en:Laurance F. Safford、1890年 - 1973年） - アメリカ軍の暗号学者。第1次世界大戦後に暗号組織を設立した。

- ウィリアム・フレデリック・フリードマン（en:William Frederick Friedman、1891年9月24日 - 1969年12月12日） - アメリカ軍の暗号学者。1930年代にSISを開設し、SISの解読チームが日本軍のパープル暗号の解読を行った。

- エリザベス・フリードマン（en:Elizebeth Smith Friedman、1892年 - 1980年10月31日） - アメリカの暗号解読者。ウィリアム・フリードマンの夫人。

- マリアン・レイエフスキー陸軍大尉（en:Marian Adam Rejewski、1905年8月16日 - 1980年2月13日） - ポーランドの数学者・暗号学者。初期のエニグマの解読に成功。

- ウィリアム・ゴードン・ウィルチマン（en:William Gordon Welchman、1906年6月15日 – 1985年10月8日) - 英国の数学者で、第2次世界大戦中にブレッチレイ・パーク（GCCS)にて暗号解読に従事した。Hut 6のリーダ。

- スチュアート・ミルナー・バリー（en:Stuart Milner-Barry、1906年9月20日 - 1995年3月25日） - 英国のチェスプレーヤ。ブレッチレイ・パークにて暗号解読に従事した。

- アブラハム・シンコフ（en:Abraham Sinkov、1907年 - 1998円） - SISの暗号解読者。

- フランク・バイロン・ローレット（en:Frank Byron Rowlett、1908年5月2日 - 1998年6月29日） - パープル暗号の解読。NSA長官特別補佐官。国家安全勲章受章

- ランブロス・カリマホス（en:Lambros Demetrios Callimahos、1910年12月16日 - 1977年10月28日） - NSA国家暗号学校（NCS)最上級解読コース教授、フリードマンの主著「軍事暗号学」共著

- アラン・チューリング（en:Alan Mathison Turing、1912年6月23日 - 1954年6月7日） - エニグマの解読の中心人物。GC&CS。

- メレディス・ガードナー（en:Meredith Gardner、1912年10月20日 - 2002年8月9日） - 言語学者・暗号解読者。NSAベノナプロジェクトに参加。

- クロード・シャノン（en:Claude Elwood Shannon、1916年4月30日 - 2001年2月24日） - 暗号理論を初めて研究。情報理論の父と呼ばれる。

- 釜賀一夫（Kamaga Kazuo、1917年1月1日 - 2003年11月23日） - 日本陸軍の暗号理論、米軍の暗号解読。筆名加藤正隆。

- 長田順行（Nagata Junkou、1929年4月4日 - 2007年8月31日） - 日本暗号協会会長。

- ルイス・W・トーデラ博士 - 長年にわたってNSA副長官
- リー・タトワイラー米海軍中尉-日本海軍の暗号解読の中心人物
- フレデリック・マルムグレン - 「暗号解読」コンテスト優勝
- ソロモン・クルバック
- ミルトン・ザスロー　-　NSA中国暗号解読班長、NSA長官特別補佐官
- アン・Z・カラクリスティー　-NSA暗号解読総責任者
- ピーター・メリーチャーチ　-GCHQ長官

## 現代暗号時代

### あ
- ロス・アンダーソン(Ross Anderson) - Serpent開発者
- レオナルド・エーデルマン（Leonard M.Adelman、1945年 - ） - RSA開発者の一人
- エルガマル（Taher ElGamal） - ElGamal暗号の開発者
- 岡本龍明 (Tatsuaki Okamoto) - M-O-V (Menezes-Okamoto-Vanstone) Attack など

### か
- (Lars Knudsen、 - ) - DEAL, Serpentの開発者。

- ラン・カネッティ (Ran Canetti)  - 汎用的結合可能性(Universally Composable Security)
- ドン・コッパースミス（Don Coppersmith） - DES設計に参加。特にSBOXに差分解読法への耐性を持たせた。SEALやScream暗号の設計にも参加。
- ニール・コブリッツ（en:Neal Koblitz） - 楕円曲線暗号の発明者。
- ゴールドライヒ（en:Oded Goldreich） - 『The Foundations of Cryptography』の著者。
- シャフィ・ゴールドワッサー（en:Shafi Goldwasser、1958年 - ） - ゼロ知識証明の発明者の一人。

### さ
- アディ・シャミア（Adi Shamir、1952年 - ） - RSA開発者の一人。ゼロ知識証明。
- ブルース・シュナイアー（Bruce Schneier、1963年1月15日 - ） - Blowfish, Twofishの開発者
- クラウス・シュノア（Claus Peter Schnorr） - シュノア署名（英語版）。

### た
- ホアン・ダーメン（Joan Daemen） - Rijndeal開発者
- デビッド・チャウム（David Chaum） - ブラインド署名の発明者。プライバシ保護可能な電子マネー方式。

- ホイットフィールド・ディフィ（Whitfield Diffie、1944年6月5日 - ） - DH発明者

### は
- エリ・ビハム（Eli Biham） - 差分解読法の開発者。Serpent開発者。
- ホルスト・ファイステル（Horst Feistel、1915年1月30日 - 1990年11月14日） - LuciferやDESの設計者。Feistel構造で知られる。
- アモス・フィアット（Amos Fiat） - ゼロ知識。フィアット・シャミア署名。
- （Uriel Feige） - ゼロ知識。
- バート・プレネール（en:Bart Preneel） - RIPEMD-160の開発者の一人。
- ベラーレ（Mihir Bellare） - OAEP開発。

- マーチン・ヘルマン（Martin E. Hellman、1945年10月2日 - ） - DH発明者

### ま
- ラルフ・マークル（Ralph C. Merkle、1952年 - ） - ナップザック暗号。現在は暗号から離れ、ナノテクを研究。
- (James L. Massey) - IDEA開発者。
- 松井充（Mitsuru Matsui） - DESの解読（線形解読法、1994年）、Misty, KASUMI, Camellia開発者。
- 松本勉（Tsutomu Matsumoto） - 種々のアルゴリズムの提案、解読、指紋の偽造
- シルビオ・ミカリ（en:Silvio Micali、1954年10月13日 - ） - ゼロ知識証明の発明者の一人。2007年にIACRフェロ。
- ビクタ・ミラー(Victor Miller) - 楕円曲線暗号の発明者

### ら
- シュエチァ・ライ(Xuejia Lai) - IDEA開発者。中国人。

- フィンセント・ライメン（Vincent Rijmen） - Rijndeal開発者
- マイケル・ラビン（Michael O. Rabin、1931年 - ） - Rabin暗号、Miller-Rabin素数判定法の発明。

- ロナルド・リベスト（Ronald L.Rivest、1947年5月6日 - ） - RSA開発者の一人。

- フィリップ・ロガウェイ（Phillip Rogaway） - OAEP開発。